# Kamen (ort i Bosnien och Hercegovina, Republika Srpska, lat 43,55, long 19,23)
Kamen är en ort i Bosnien och Hercegovina.   Den ligger i entiteten Republika Srpska, i den sydöstra delen av landet, 80 km öster om huvudstaden Sarajevo. Kamen ligger 868 meter över havet och antalet invånare är 120.
Terrängen runt Kamen är kuperad. Runt Kamen är det ganska tätbefolkat, med 58 invånare per kvadratkilometer.. Närmaste större samhälle är Čajniče, 12,8 km väster om Kamen. 
Omgivningarna runt Kamen är en mosaik av jordbruksmark och naturlig växtlighet.